# 후꾸오까조선초급학교
후꾸오까조선초급학교(일본어: 福岡朝鮮初級学校 후쿠오카 조선 초급학교[*])는 일본 후쿠오카현에 위치한 조선학교이다.

## 학과
- 초급부
- 유치반